# 서판길
서판길(徐判吉, 1952년 3월 9일 ~ )은 대한민국의 학자이다.

## 생애
서울대학교 의학 석사(‘83) 및 박사(’88) 학위를 취득했으며, 1989년 포항공과대학교 생명과학과 교수로 과학자 및 교육자로서의 삶을 시작했다. 연구 및 교육 업적을 인정받아 국가석학(‘07), 대한민국훈장 근정포장(’11), 아산의학상(’14) 등을 받았으며, 2018년 12월부터 한국뇌연구원 원장으로 재직하고 있다.

## 연구
생체 신호전달 분야의 세계적인 석학으로, 생체 신호전달의 근원적 작동원리 및 이와 관련된 뇌-신경/내분비/종양성 질환의 병인기전을 주로 연구하고 있다. 특히 생체막 신호전달과정의 핵심효소인 Phospholipase C(PLC)의 세 가지 동위효소를 세계 최초로 뇌조직에서 순수 분리·정제하고 유전자를 클로닝하였다. 2017년에는 PLCϒ1이 조울증 발병에 관여하고 있다는 사실을 밝혔다.
Science, Nature, Cell을 비롯한 전문 학술지에 300여 편의 논문을 발표하였고 피인용 횟수는 15,000회 이상, 논문의 질을 보여주는 H-index는 국내 최고 수준인 64를 기록하고 있다(Google Scholar, 2018. 07.31) 서판길은 2007년 정부에서 국가석학에 선정됐으며, 2017년 연구자가 선정한 국내 의약학분야 연구성과 top 5(Mol Psychiatrics, 2017년)에 선정되는 등 국내외 다수의 학술상을 수상했다.

## 활동
현재 과학기술정보통신부 기초연구사업추진위원회 위원장 및 한국과학기술단체총연합회 학술로드맵 총괄 위원장을 맡고 있으며, 국가과학기술위원회 기초과학연구협의회 위원장, 기초과학연구원(IBS) 설립위원 및 이사를 맡는 등 국가 과학기술 정책 수립 및 기반 구축에도 기여하였다.
학술적으로는 Advances in Biological Regulation의 부편집장, J. Cell Physiol. 및 Biochem. Cell Biol. 등 국제학술지의 편집위원을 맡고 있다. 특히 2015년 오랜 전통을 가진 이탈리아 학술원에서 국외회원으로 선정돼 활동하고 있으며, 미국 반더필트(Vanderbilt) 의과대학, 이탈리아 볼로냐(Bologna) 대학의 겸직교수로 임명됐다. 또한 아랍에미레이트 알 자릴라(Al Jalila)재단의 과학기술자문위원으로 위촉되어 활동하고 있다.
또한 Global PhD Fellow(GPF) 지원위원회 초대 위원장(‘11-’15) 및 자문위원장(현재)으로서 450여명의 박사학위자를 양성ㆍ배출하였으며, POSTECH 연구처장 및 산학협력단장, 전국대학 연구처장 및 산학협력협의회 회장, UNIST 연구부총장 등을 역임했다.
과학대중화에도 관심이 많아 1998년부터 포스텍에서 과학꿈나무를 대상으로 ‘Winter Brain School’을 개최하였으며, 한림원 ‘석학과의 만남’, 한국연구재단 ‘금요특강’ 등의 과학소통 행사에 참여하였다.

## 주요 경력
- 2018.12 ~ 현재 : 한국뇌연구원 원장
- 2017 ~ 현재 : 과학기술정보통신부 기초연구사업추진위원회 위원장
- 2015 ~ 현재 : 이탈리아 학술원(Academy of Science, Italy) 국외회원
- 2015 ~ 현재 : 아랍에미리트 알 자릴라(Al Jalila) 재단 과학기술 자문위원
- 2012 ~ 2014 UNIST 연구부총장
- 2010 ~ 현재 : UNIST(울산과학기술원) 생명과학부 교수
- 1989 ~ 2010 : 포스텍 생명과학과 교수

## 수상
- 2020 대한민국 최고과학기술인상
- 2017 연구자가 선정한 2017 국내 의과학 성과 Top 5
- 2014 아산사회복지재단 아산의학상
- 2014 한국분자세포생물학회 골드리본상
- 2011 대한민국 근정포장
- 2007 이달의 과학기술자상
- 2007 교육인적자원부 국가석학
- 2001 생화학분자생물학회 동헌생화학상

## 발표 논문
| No. | 제목 | 게재연월 | 게재지 (권:페이지)         |
| --- | --- | -------- | -------------------------- |
| 1   | Phospholipase C-β1 potentiates glucose-stimulated insulin secretion.                                        | 2019.07  | FASEB J.                   |
| 2   | Netrin-1/DCC-mediated PLCγ1 activation is required for axon guidance and brain structure development.       | 2018.09  | EMBO Rep.                  |
| 3   | Memory and synaptic plasticity are impaired by dysregulated hippocampal O-GlcNAcylation.                    | 2017.04  | Sci Rep.(7:44921)          |
| 4   | Forebrain-specific ablation of phospholipase Cγ1 causes manic-like behavior                                 | 2017.10  | Mol Psychiatrics (22:1473) |
| 5   | Primary phospholipase C and brain disorders.                                                                | 2015.11  | Adv Biol Regul.(61:80-5)   |
| 6   | Phospholipase Cγ1 is required for agonist-induced Ca2+ entry                                                | 2002.11  | Cell. (111:529)            |
| 7   | Phospholipase Cγ1 is a physiological guanine nucleotide exchange factor for the nuclear GTPase PIKE         | 2002.01  | Nature. (415:541)          |
| 8   | Phospholipase C isozymes selectively couple to specific neurotransmitter receptors                          | 1997.09  | Nature. (389:290)          |
| 9   | Phospholipase γ1 is a substrate for the PDGF and EGF receptor protein-tyrosine kinases in vivo and in vitro | 1989.06  | Cell. (57:1109)            |
| 10  | Cloning and sequence of multiple forms of phospholipase C                                                   | 1988.07  | Cell. (54:161)             |

## 저서
- Phospholipases in Health and Disease(영문), 2014년 Springer
- Phosphoinositide-dependent phospholipase C activity & signaling(영문), 2014년 Elsevier
- 프로테오믹스 연구기법(공저), 2007년, 한국인간프로테옴기구 출판위원회
- 생물화학(공저), 2000년, 포항공과대학교 및 한국과학기술원